# Hermina Seničar
Hermina Seničar, slovenska partizanka; * 19. december 1905, Bukovlje, † 25. maj 1963.
Leta 1905 se je kot Hermina Pratnehmer rodila v Bukovljah, blizu Zreč. Starša sta ji preminila že v mladih letih. Sprva je delala kot gospodinja, nato pa v celjski tovarni Emo. V tistem času se je poročila z Rudolfom Seničarjem, s katerim je leta 1939 povila sina Rudolfa. Bila je članica Zveze metalurških delavcev Jugoslavije. Zaradi aktivne participacije na delavskih protestih (zasedla je celo vhod tovarne) je bila večkrat preiskovana in naposled je prejela odpoved, kar ji je onemogočalo nadaljnjo zaposlitev. Leta 1938 je sprejeta v komunistično partijo in bila soudeležena pri ustanovitvi I. celjske čete, prav tako se je pridružila Osvobodilni fronti. Ko jo je zajel Gestapo, je bila sprva zaprta v nekaterih zaporih na slovenskem, bila mučena in kasneje internirana v nemško koncentracijsko taborišče Auschwitz. 10. januarja 1949 je bila izključena iz komunistične partije; kot razlog za to je partija navedla njeno neprimerno obnašanje v taborišču, ki ne pritiče članom partije in mržnjo do nekaterih članov ipd. Čez nekaj let je upokojila. Pokopana je bila v Celju, a je njen grob kasneje izginil. O tem je bil leta 2021 izdan dokumentarni film Pozabljeni grob novinarja Zvezdana Martića.